# Open Software Foundation
Open Software Foundation (OSF)  fue una organización fundada en 1988 para crear un estándar abierto para la implementación del sistema operativo Unix. En 1996 se fusionó con la organización X/Open, transformándose en The Open Group.

## Historia
La organización fue propuesta inicialmente por Armando Stettner de Digital Equipment Corporation en una reunión de DEC para varios distribuidores de UNIX (llamado Grupo Hamilton) para ser una organización de trabajo conjunto, en respuesta a las amenazas de los esfuerzos unilaterales realizados por AT&T y Sun Microsystems. Los miembros originales de la fundación fueron Apollo Computer, Groupe Bull, Digital Equipment Corporation, Hewlett-Packard, IBM, Nixdorf Computer, y Siemens AG, denominado algunas veces como "Gang of Seven" (La pandilla de los siete). Posteriormente se agregaron Philips e Hitachi.
La fundación de la organización fue considerada en gran parte como una respuesta a la colaboración entre AT&T y Sun Microsystems en el cuarto lanzamiento UNIX System V, y el miedo de que otros distribuidores queden fuera del proceso de estandarización. . Esto condujo a Scott McNealy de Sun sugerir que “OSF” realmente era “Oppose Sun Forever.” (Opuesto a Sun por siempre). La competencia entre las versiones opuestas del Unix se conocía como las guerras del Unix. Ese mismo año como contrapartida al OSF, AT&T fundó la organización Unix International.
La implementación estándar del Unix de OSF era conocida como OSF/1, lanzada en 1990. Para la mayoría, era un error en el momento en que OSF parara el desarrollo de OSF/1 en 1994, el único distribuidor que usaba OSF/1 era Digital, que lo derivó en su rama Digital UNIX(conocido más adelante como Tru64 UNIX  después de la adquisición de Digital por Compaq).
Otras tecnologías bien conocidas de OSF son Motif y DCE, un conjunto de herramientas de entorno gráfico y un paquete de computación distribuida de redes, respectivamente.
Para 1993, estaba claro que la mayor amenaza para los distribuidores de Unix era la presencia de  Microsoft. En mayo, la iniciativa COSE fue anunciada por los principales jugadores en el mundo del Unix de los campos de UI y de OSF: Hewlett-Packard, IBM, Sun, Unix System Laboratories, y Santa Cruz Operation. Como parte de este acuerdo, Sun se convirtió en un miembro de OSF, y OSF inscribió a Motif al consorcio de X/Open para la certificación y calificación.
En marzo de 1994, OSF y UI combinados en una nueva organización, conservando el nombre de OSF e incorporándose al modelo de desarrollo de COSE en su nuevo proceso de tecnología pre-estructurada (PST, siglas en inglés "Pre-Structured Technology "). También asumió la responsabilidad del trabajo futuro de la iniciativa de COSE sobre el ambiente de escritorio común (CDE, siglas del inglés "Common Desktop Environment"). En septiembre de 1995 fue anunciada la fusión de OSF/Motif y de CDE en un solo proyecto, CDE/Motif.
En febrero de 1996  el nuevo OSF se fusionó con X/Open transformándose en la organización The Open Group.
A pesar de la semejanza en nombre nunca hubo conexión entre OSF y la fundación Free Software Foundation.